# Metropolitan Tower (New York)
Metropolitan Tower este o clădire ce se află în New York City.

## Legături externe
- Metropolitan Tower, New York la Emporis.com
- Metropolitan Life Tower la CityRealty

1. ↑  archINFORM, accesat în 31 iulie 2018
2. ↑  archINFORM, accesat în 30 iulie 2018